# Hasdeo
Der Hasdeo ist ein linker Nebenfluss der Mahanadi in Zentral-Indien.
Der Hasdeo entspringt im Norden des Bundesstaates Chhattisgarh im Distrikt Koriya. Das Quellgebiet liegt 10 km nördlich des Dorfes Sonhat auf einer Höhe von etwa 900 m. Der Fluss strömt an Sonhat vorbei. Dabei fließt er anfangs in südlicher, später in westlicher Richtung in Flussschlingen durch das Bergland.
Nach 50 km wendet sich der Hasdeo erneut nach Süden. Er überwindet 17 km nördlich der Stadt Chirmiri den Amritdhara-Wasserfall. Der Hasdeo fließt östlich an Manendragarh vorbei.
Nach einer Fließstrecke von 190 km wird der Fluss von der 87 m hohen Minimata-Bango-Talsperre aufgestaut. Der Hasdeo wird 60 km zurückgestaut. Nach weiteren 30 km wird der Hasdeo oberhalb der Großstadt Korba von der 17 m hohen Hasdeo-Staustufe aufgestaut. Dort wird ein Teil des Wassers über Bewässerungskanäle abgeleitet. Der Hasdeo strömt weiter in südlicher Richtung. Die Stadt Champa liegt am linken Flussufer.
Der Hasdeo mündet schließlich 10 km nördlich der Kleinstadt Bilaigarh in die nach Osten strömende Mahanadi.
Der Hasdeo hat eine Länge von 330 km. Er entwässert ein Areal von 10.406 km².